# Guillaucourt
Guillaucourt település Franciaországban, Somme megyében. Lakosainak száma 391 fő (2022. január 1.). Guillaucourt Wiencourt-l’Équipée, Bayonvillers, Caix, Cayeux-en-Santerre és Harbonnières községekkel határos.

## Népesség
A település népességének változása:
| Lakosok száma | 405  | 422  | 434  | 440  | 427  | 413  | 400  | 395  | 391  |
|               | 2013 | 2015 | 2016 | 2017 | 2018 | 2019 | 2020 | 2021 | 2022 |